# Канделье, Жан-Жак
Жан-Жак Канделье (фр. Jean-Jacques Candelier; род. 7 марта 1945[…], Bugnicourt) — французский политик, бывший депутат Национального собрания Франции, член Коммунистической партии.

## Биография
Родился 7 марта 1945 года в поселке Бюньикур (департамент Нор). На выборах в Национальное собрание 2007 года выиграл голосование по 16-му избирательному округу департамента Нор, получив во 2-м туре 66,09 % голосов. Во время выборов в Национальное собрание 2012 года занял первое место в 1-м туре, а во 2-м туре одержал победу без борьбы, поскольку занявший второе место социалист Кристиан Энтем снял свою кандидатуру в соответствии с соглашением между левыми партиями.
На выборах 2017 года свою кандидатуру не выставлял.

## Занимаемые выборные должности
06.03.1983 — н/вр — мэр коммуны Брюй-ле-Маршьенн
10.03.1985 — 16.03.2008 — член генерального совета департамента Нор
26.06.2007 — 20.06.2017 — депутат Национального собрания Франции от 16-го избирательного округа департамента Нор.